# Глушок Олег Анатолійович
Олег Анатолійович Глушок (нар. 30 січня 1980) — український футболіст, який грав на позиції захисника. Відомий за виступами у низці українських клубів різних ліг, насамперед за харківський «Металіст» у вищій українській лізі.

## Клубна кар'єра
Олег Глушок народився в Києві, професійну кар'єру розпочав у клубі другої ліги «Оболонь-ППО», грав і за другу команду оболонців як і в аматорських турнірах, так і в другій лізі. У сезоні 1999—2000 Глушок разом із «Оболонню» грав уже в першій українській лізі. Далі, в 2000—2001 роках футболіст грав за аматорський клуб із Варви, який спочатку носив назву ГПЗ, а пізніше «Факел». У 2001 році Олег Глушок став гравцем друголігового клубу «Арсенал» з Харкова, який за рік вийшов до першої ліги. У сезоні 2004—2005 футболіст разом із командою став срібним призером турніру першої ліги. Проте наступного сезону замість «Арсеналу» у вищій лізі грав інший харківський клуб — «Харків», а Олег Глушок перейшов до іншої харківської команди, яка вже давно грала у вищій лізі — «Металіста». У вищій лізі в сезоні 2005—2006 футболіст зіграв 12 матчів, проте наступного сезону він втратив місце в основі, та грав виключно за дублюючий склад. На початку сезону 2007—2008 Глушок грав за команду другої ліги «Комунальник» з Луганська, а в другій половині сезону за першолігову луцьку «Волинь», у якій зіграв лише 2 матчі, та яка стала його останньою професійною командою. Надалі футболіст грав за аматорські клуби «Звягель-750», «Інтер» (Фурси) і «Бровари» з однойменного міста.